# Гончаров, Николай Кириллович
Николай Кириллович Гончаров (6 декабря(19) 1902 года, Московская губерния, Российская империя — 13 декабря 1978 года, Москва, РСФСР, СССР) — советский и российский учёный-педагог, академик АПН РСФСР (1955), вице-президент АПН РСФСР (1955—1963), академик АПН СССР (1968).

## Биография
Родился 6(19) декабря 1902 года в с. Чиркино Московской губернии.
С 1920 года — учитель начальной школы в дер. Новлинская Московской области.
В 1930 году — окончил Академию коммунистического воспитания имени Н. К. Крупской.
В 1946 году — защитил докторскую диссертацию, в 1947 году — присвоено учёное звание профессора.
В 1955 году — избран действительным членом АПН РСФСР, с 1955 по 1963 годы — вице-президент АПН РСФСР, в 1968 году — стал действительным членом АПН СССР.
Научно-педагогическая деятельность
- 1932—1934 — Калужский педагогический институт;
- 1936—1938 — Высший коммунистический институт просвещения;
- 1937—1939, 1955—1963 — главный редактор журнала «Советская педагогика»;
- 1942—1959, 1963—1978 — Московский государственный педагогический институт иностранных языков имени Мориса Тореза.

С 1944 по 1950 годы — работал на партийной должности в ЦК ВКП(б).
Николай Кириллович Гончаров умер 13 декабря 1978 года в Москве.

## Научная деятельность
Автор работ по методологии педагогики, теории воспитания и обучения, истории отечественной и зарубежной педагогики и школы, ряда учебников и учёбных пособий по педагогике.

### Сочинения
- Основы педагогики. М., 1947;
- Вопросы педагогики. М., 1960;
- Историческо-педагогические очерки. М., 1963;
- Роль Н. К. Крупской в становлении и развитии советской педагогики и школы, М., 1969;
- Очерки по истории советской педагогики, К. 1970;
- Ленин и педагогика, Минск. 1971;
- Педагогическая система К. Д. Ушинского, М., 1974.